# 성구미항
성구미항은 충청남도 당진시 송산면 가곡리에 위치한 어항이다.

## 연혁
성구미항은 지방어항으로 지정하여 관리하여 왔으나, 2010년 12월 10일 충청남도지사가 지방어항 지정해제 고시하였다.